# Répartiteur à induction
 (mars 2025).
La mise en forme du texte ne suit pas les recommandations de Wikipédia : il faut le « wikifier ».
Les points d'amélioration suivants sont les cas les plus fréquents :
- Les titres sont pré-formatés par le logiciel. Ils ne sont ni en capitales, ni en gras.
- Le texte ne doit pas être écrit en capitales (les noms de famille non plus), ni en gras, ni en italique, ni en « petit »…
- Le gras n'est utilisé que pour surligner le titre de l'article dans l'introduction, une seule fois.
- L'italique est rarement utilisé : mots en langue étrangère, titres d'œuvres, noms de bateaux, etc.
- Les citations ne sont pas en italique mais en corps de texte normal. Elles sont entourées par des guillemets français : « et ».
- Les listes à puces sont à éviter, des paragraphes rédigés étant largement préférés. Les tableaux sont à réserver à la présentation de données structurées (résultats, etc.).
- Les appels de note de bas de page (petits chiffres en exposant, introduits par l'outil «  Source ») sont à placer entre la fin de phrase et le point final[comme ça].
- Les liens internes (vers d'autres articles de Wikipédia) sont à choisir avec parcimonie. Créez des liens vers des articles approfondissant le sujet. Les termes génériques sans rapport avec le sujet sont à éviter, ainsi que les répétitions de liens vers un même terme.
- Les liens externes sont à placer uniquement dans une section « Liens externes », à la fin de l'article. Ces liens sont à choisir avec parcimonie suivant les règles définies. Si un lien sert de source à l'article, son insertion dans le texte est à faire par les notes de bas de page.
- La présentation des références doit suivre les conventions bibliographiques. Il est recommandé d'utiliser les modèles {{Ouvrage}}, {{Chapitre}}, {{Article}}, {{Lien web}} et/ou {{Bibliographie}}. Le mode d'édition visuel peut mettre en forme automatiquement les références.
- Insérer une infobox (cadre d'informations à droite) n'est pas obligatoire pour parachever la mise en page.

Pour une aide détaillée, merci de consulter Aide:Wikification.
Si vous pensez que ces points ont été résolus, vous pouvez retirer ce bandeau et améliorer la mise en forme d'un autre article.
 (mars 2025).
- Si vous ne connaissez pas le sujet, laissez ce bandeau (vous pouvez alors contacter les auteurs).
- Si vous supprimez le contenu mis en cause (vous pouvez préalablement contacter les auteurs),

argumentez précisément cette suppression dans la page de discussion
(un manque de référence n'est pas un argument ; une recherche réelle de référence doit avoir été effectuée, être formellement documentée).
 (février 2025).

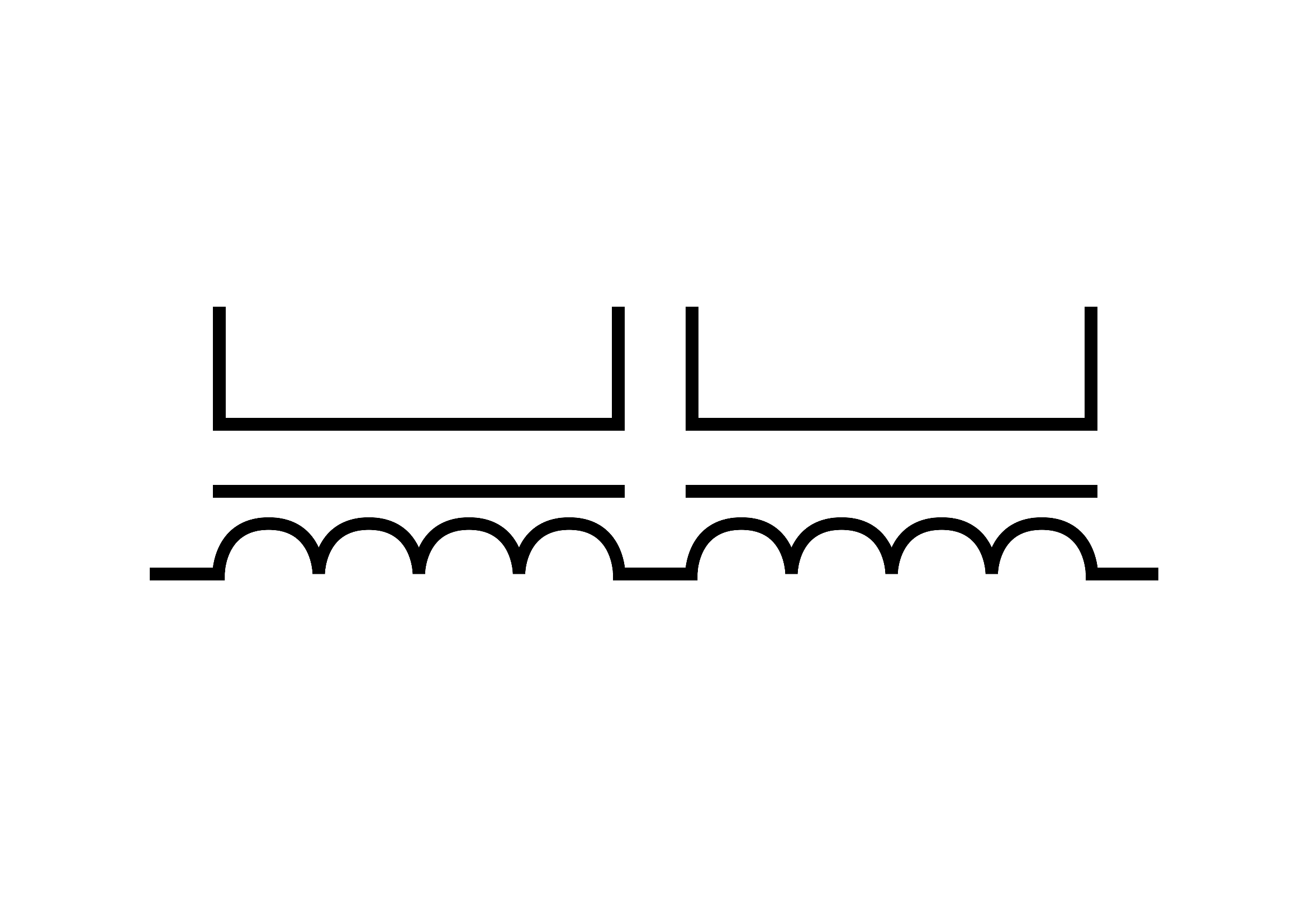
schéma électrique normalisé du répartiteur à induction

Un répartiteur à induction est un composant électrique industriel conçu pour répartir la charge électrique entre plusieurs circuits de manière dynamique, tout en minimisant les pertes d'énergie. Utilisé principalement dans les systèmes de distribution d'énergie à haute puissance, le répartiteur à induction repose sur le principe de l'induction électromagnétique pour gérer le flux d'électricité. Il est particulièrement adapté aux environnements industriels exigeants, où des performances élevées et une fiabilité à long terme sont cruciales.

## Historique
Le concept du répartiteur à induction a vu le jour dans les années 1990, avec l’émergence des technologies de commutation sans contact. Les premières idées ont été explorées par des ingénieurs intéressés par l'amélioration des systèmes de distribution d'énergie, notamment dans les industries lourdes et la production d'énergie. Ces premiers prototypes utilisaient des composants à base de matériaux ferromagnétiques et des bobines pour réaliser une commutation inductive .

## Principe de fonctionnement
Le répartiteur à induction utilise le phénomène de l'induction électromagnétique pour diviser et distribuer un courant alternatif ou continu dans plusieurs branches ou circuits. Lorsqu'un courant passe à travers une bobine primaire, il génère un champ magnétique qui, à son tour, induit un courant dans les bobines secondaires placées à proximité. Ces bobines secondaires sont reliées à différents circuits, permettant ainsi une répartition de la charge électrique sans connexion directe, réduisant ainsi le risque de courts-circuits ou de défaillances .
L'élément clé de la conception est la capacité de réguler cette induction pour assurer un transfert d'énergie équitable et dynamique entre les circuits. Cela peut être accompli à l'aide de dispositifs de contrôle sophistiqués tels que des régulateurs de tension ou des transformateurs à induction intégrés, comme ceux utilisés dans les applications de haute tension dans les centrales électriques .

## Applications industrielles
Les répartiteurs à induction sont principalement utilisés dans des domaines industriels où la gestion efficace de l’énergie est essentielle :

### Centres de production d’énergie
Les répartiteurs à induction sont utilisés dans les centrales électriques pour répartir la charge électrique générée entre différents circuits, qu’il s’agisse de circuits de transmission ou de circuits auxiliaires .

### Automatisation industrielle
Dans les usines automatisées, ces dispositifs assurent une distribution efficace de l’électricité entre les machines, permettant une gestion centralisée tout en réduisant les risques de surcharges électriques .

### Industries de fabrication et d’assemblage
Les chaînes de production alimentées par de multiples sources d’énergie bénéficient de l’utilisation des répartiteurs à induction pour garantir un flux continu d’énergie .

## Avantages
- Réduction des pertes d’énergie: En utilisant l’induction pour transférer l’énergie, les pertes associées à la résistance des conducteurs sont minimisées, ce qui améliore l’efficacité globale du système de distribution .
- Sécurité accrue: L’absence de connexions physiques directes entre les circuits limite les risques de courts-circuits ou de défaillances mécaniques, ce qui améliore la sécurité du système .
- Maintenance réduite: Les répartiteurs à induction nécessitent moins de maintenance que les systèmes mécaniques traditionnels en raison de l'absence de contacts physiques qui peuvent s'user avec le temps .
- Flexibilité de distribution: Ils permettent une répartition dynamique de la charge, qui peut être ajustée en fonction des besoins spécifiques des circuits sans modification physique.

## Inconvénients
- Coût initial élevé: En raison de la complexité de leur conception et de l’utilisation de matériaux spécialisés (tels que des alliages ferromagnétiques et des composants électroniques de haute précision), les répartiteurs à induction peuvent être coûteux à fabriquer .
- Sensibilité aux champs magnétiques externes: L'efficacité du répartiteur peut être perturbée par des champs magnétiques externes ou des interférences électromagnétiques, ce qui nécessite une isolation adéquate dans des environnements industriels complexes .
- Limites de puissance: Bien que capables de gérer des charges importantes, les répartiteurs à induction présentent des limites en termes de puissance maximale qu'ils peuvent distribuer efficacement sans risquer de provoquer des pertes d'énergie significatives .

## Formules en lien avec le répartiteur à induction

### Induction électromagnétique de Faraday
La loi de Faraday qui décrit l'induction électromagnétique est donnée par la formule suivante :
{\displaystyle E=-N{\frac {d\Phi _{B}}{dt}}}
Où :
- {\displaystyle E} est la force électromotrice induite (en volts),
- {\displaystyle N} est le nombre de spires de la bobine,
- {\displaystyle \Phi _{B}} est le flux magnétique (en Weber),
- {\displaystyle {\frac {d\Phi _{B}}{dt}}} est la variation du flux magnétique par rapport au temps.

### Flux magnétique
Le flux magnétique à travers une bobine est donné par :
{\displaystyle \Phi _{B}=B\cdot A\cdot \cos(\theta )}
Où :
- {\displaystyle B} est l'intensité du champ magnétique (en Tesla),
- {\displaystyle A} est la section transversale de la bobine (en mètres carrés),
- {\displaystyle \theta } est l'angle entre le champ magnétique et la normale à la surface de la bobine.

### Inductance
L'inductance {\displaystyle L} d'une bobine est liée à la capacité de la bobine à induire une force électromotrice. Elle est donnée par :
{\displaystyle L={\frac {N^{2}\mu A}{l}}}
Où :
- {\displaystyle L} est l'inductance (en Henry),
- {\displaystyle N} est le nombre de spires,
- {\displaystyle \mu } est la perméabilité magnétique du matériau (en Henries par mètre),
- {\displaystyle A} est la section transversale de la bobine (en mètres carrés),
- {\displaystyle l} est la longueur de la bobine (en mètres).

### Impédance inductive
L'impédance d'une bobine dans un circuit alternatif est donnée par :
{\displaystyle Z_{L}=j\omega L}
Où :
- {\displaystyle Z_{L}} est l'impédance de la bobine (en ohms),
- {\displaystyle j} est l'unité imaginaire ({\displaystyle j={\sqrt {-1}}}),
- {\displaystyle \omega } est la pulsation du courant alternatif ({\displaystyle \omega =2\pi f}, avec {\displaystyle f} la fréquence en hertz),
- {\displaystyle L} est l'inductance de la bobine (en Henry).

### Puissance dans un circuit inductif
La puissance moyenne dissipée dans un circuit inductif est :
{\displaystyle P=V_{\text{eff}}I_{\text{eff}}\cos(\varphi )}
Où :
- {\displaystyle P} est la puissance active (en watts),
- {\displaystyle V_{\text{eff}}} est la tension efficace (en volts),
- {\displaystyle I_{\text{eff}}} est le courant efficace (en ampères),
- {\displaystyle \varphi } est le déphasage entre la tension et le courant.

### Répartition de la charge
La répartition de la charge entre deux branches avec des impédances {\displaystyle Z_{1}} et {\displaystyle Z_{2}} dans un répartiteur à induction est donnée par les relations :
{\displaystyle I_{1}={\frac {Z_{2}}{Z_{1}+Z_{2}}}\cdot I_{\text{total}}}
Où :
- {\displaystyle I_{1}} et {\displaystyle I_{2}} sont les courants dans chaque branche,
- {\displaystyle I_{\text{total}}} est le courant total alimentant le répartiteur,
- {\displaystyle Z_{1}} et {\displaystyle Z_{2}} sont les impédances respectives des deux branches.

## Conclusion
Le répartiteur à induction représente une avancée technologique majeure dans le domaine de la distribution d'énergie industrielle. Sa capacité à répartir l'électricité de manière efficace et sécurisée, tout en réduisant l'usure des composants, en fait un choix privilégié pour les applications industrielles modernes. Cependant, son coût et ses limites de puissance peuvent restreindre son adoption dans certains secteurs à faible marge de rentabilité.